# Podział administracyjny Zambii

Podział administracyjny Zambii

Zambia dzieli się na 10 prowincji. Niższym szczeblem administracji lokalnej jest 81 dystryktów.
W 1950 roku Zambia (wówczas Rodezja Północna) była podzielona na sześć prowincji: Centralną, Wschodnią, Zachodnią, Północną, Południową i Barotse. Według ówczesnych danych, na terenie Rodezji Północnej mieszkało nieco ponad 1,8 mln mieszkańców. Po ogłoszeniu niepodległości w 1964 roku, Zambię podzielono na osiem prowincji (oprócz wyżej wymienionych doszły jeszcze prowincje Luapula i Północno-Zachodnia, a nazwę Barotse zmieniono na Barotseland) i 43 dystrykty. W 1973 wydzielono dziewiątą prowincję – Lusakę, której rozmiar powiększono w 1988 (pierwotnie miała zaledwie 360 km², obecnie ma 21 896 km²). Nazwy kilku prowincji ulegały w tym czasie zmianie.
Do 2011 roku kraj był podzielony na dziewięć prowincji. Dziesiątą została Prowincja Muczinga, która powstała na terenie dwóch prowincji: Północnej i Wschodniej. W 2013 roku jedna z prowincji – Południowa – zmieniła siedzibę. Odtąd stolicą tejże jednostki administracyjnej jest miasto Choma (wcześniej było to miasto Livingstone).
Poniższa tabelka przedstawia dane statystyczne na podstawie spisu powszechnego za rok 2019.
| Lp. | Prowincja           | Stolica prowincji | Powierzchnia w km² | Ludność (2019) |
| --- | ------------------- | ----------------- | ------------------ | -------------- |
| 1   | Centralna           | Kabwe             | 94,394             | 1 781 446      |
| 2   | Pasa Miedzionośnego | Ndola             | 31,328             | 2 735 763      |
| 3   | Wschodnia           | Chipata           | 51,476             | 2 119 331      |
| 4   | Luapula             | Mansa             | 50,567             | 1 308 050      |
| 5   | Lusaka              | Lusaka            | 21,896             | 3 484 394      |
| 6   | Północna            | Kasama            | 77,650             | 1 566 369      |
| 7   | Północno-Zachodnia  | Solwezi           | 125,826            | 975 559        |
| 8   | Południowa          | Choma             | 85,283             | 2 195 416      |
| 9   | Zachodnia           | Mongu             | 126,386            | 1 094 951      |
| 10  | Muczinga            | Chinsali          | 87,806             | 1 139 277      |